# Liste des monuments historiques de Cluny
Ce tableau présente la liste de tous les monuments historiques classés ou inscrits dans la ville de Cluny, Saône-et-Loire, en France.

## Liste
| Monument                                                                         | Adresse                                        | Coordonnées                      | Notice         | Protection     | Date           | Illustration |
| -------------------------------------------------------------------------------- | ---------------------------------------------- | -------------------------------- | -------------- | -------------- | -------------- | --- |
| Abbaye                                                                           | Rue du 11-Août                                 | 46° 26′ 05″ nord, 4° 39′ 31″ est | « PA00113220 » | Classé         | 1862 1902 1960 | Abbaye |
| Chapelle Saint-Odilon                                                            | Rue du 19-mars-1962                            | 46° 25′ 51″ nord, 4° 39′ 17″ est | « PA71000001 » | Inscrit        | 1996           | Chapelle Saint-OdilonChristian Sapin, L'ancienne chapelle Saint-Odilon de Cluny (Saône-et-Loire), p. 104, dans Cluny ou la puissance des moines. Histoire de l'abbaye et de son ordre, 910-1790, Dossiers d'archéologie, n°269, décembre-janvier 2002 |
| Croix de carrefour                                                               | Avenue Charles de Gaulle Petite rue des Fossés | 46° 25′ 47″ nord, 4° 39′ 43″ est | « PA00113221 » | Inscrit        | 1988           | Croix de carrefour |
| Église Notre-Dame                                                                | Place Notre-Dame                               | 46° 26′ 02″ nord, 4° 39′ 27″ est | « PA00113222 » | Classé         | 1862           | Église Notre-Dame« Diocèse d'Autun Chalon Mâcon : église Notre-Dame de Cluny », sur pastourisme71.com (version du 2 octobre 2015 sur Internet Archive)                                                                                                |
| Église Saint-Marcel                                                              | 18 rue Prud'hon                                | 46° 25′ 52″ nord, 4° 39′ 42″ est | « PA00113223 » | Classé         | 2017           | Église Saint-Marcel |
| Fontaine de la rue d'Avril                                                       | Rue d'Avril                                    | 46° 26′ 09″ nord, 4° 39′ 24″ est | « PA00113225 » | Inscrit        | 1941           | Fontaine de la rue d'Avril |
| Fontaine des Serpents                                                            | Rue Mercière Rue de la République              | 46° 26′ 05″ nord, 4° 39′ 24″ est | « PA00113226 » | Inscrit        | 1946           | Fontaine des Serpents |
| Fortifications de Cluny tour Mayeul, porte Saint-Mayeul, porte Odilon de Mercœur |                                                | 46° 26′ 18″ nord, 4° 39′ 19″ est | « PA00113227 » | Classé         | 1918           | Fortifications de Clunytour Mayeul, porte Saint-Mayeul, porte Odilon de Mercœur |
| Hôpital-hospice, ancien Hôtel-Dieu                                               | 13 place de l'Hôpital                          | 46° 25′ 50″ nord, 4° 39′ 37″ est | « PA00113229 » | Inscrit Classé | 2001 2002      | Hôpital-hospice, ancien Hôtel-Dieu |
| Hôtel des Monnaies                                                               | 6 rue d'Avril                                  | 46° 26′ 09″ nord, 4° 39′ 23″ est | « PA00113228 » | Classé         | 1958           | Hôtel des Monnaies |
| Immeuble                                                                         | 24 rue d'Avril                                 | 46° 26′ 10″ nord, 4° 39′ 19″ est | « PA00113230 » | Inscrit        | 1941           | Immeuble |
| Immeuble                                                                         | 38 rue de la Chanaise                          | 46° 26′ 13″ nord, 4° 39′ 28″ est | « PA00113231 » | Inscrit        | 1941           | Immeuble |
| Immeuble                                                                         | 5 rue du Fresne                                | 46° 26′ 12″ nord, 4° 39′ 26″ est | « PA00113234 » | Inscrit        | 1941           | Immeuble |
| Immeuble                                                                         | 11 rue du Merle                                | 46° 26′ 07″ nord, 4° 39′ 21″ est | « PA00113233 » | Inscrit        | 1941           | Immeuble |
| Immeuble                                                                         | 23 rue de la République                        | 46° 26′ 10″ nord, 4° 39′ 25″ est | « PA00113235 » | Inscrit        | 1941           | Immeuble |
| Immeuble                                                                         | 9 rue Saint-Mayeul                             | 46° 26′ 13″ nord, 4° 39′ 25″ est | « PA00113236 » | Inscrit        | 1941           | Immeuble |
| Maison                                                                           | 3 rue de la Barre 13 place Notre-Dame          | 46° 26′ 02″ nord, 4° 39′ 25″ est | « PA71000021 » | Inscrit        | 2001           | Maison |
| Maison                                                                           | 9 rue du Merle                                 | 46° 26′ 06″ nord, 4° 39′ 21″ est | « PA00113232 » | Inscrit        | 1941 2001      | MaisonJean-Denis Salvèque, Pierre Garrigou Grandchamp, Cluny. 9, rue du Merle, renaissance de la façade d'une maison romane, p. 284-289, Bulletin monumental, Tome 168-3, Année 2010, Société Française d'Archéologie                                 |
| Maison Descours                                                                  | 12 rue d'Avril                                 | 46° 26′ 09″ nord, 4° 39′ 21″ est | « PA00113238 » | Classé         | 1918           | Maison Descours |
| Maison des Échevins                                                              | 22 rue de la Barre                             | 46° 26′ 01″ nord, 4° 39′ 23″ est | « PA71000022 » | Inscrit        | 2001           | Maison des Échevins |
| Maison des Dragons                                                               | 8 rue de la Barre                              | 46° 26′ 03″ nord, 4° 39′ 25″ est | « PA00113241 » | Classé Inscrit | 1931 2001      | Maison des Dragons |
| Maison du Pontet                                                                 | 23 rue Filaterie Rue du Pontet                 | 46° 25′ 58″ nord, 4° 39′ 35″ est | « PA71000030 » | Inscrit        | 2001           | Maison du Pontet |
| Maison romane                                                                    | 15 rue d'Avril                                 | 46° 26′ 09″ nord, 4° 39′ 21″ est | « PA00113237 » | Classé Inscrit | 1913 2001      | Maison romane |
| Maison romane                                                                    | Rue Joséphine-Desbois                          | 46° 26′ 05″ nord, 4° 39′ 22″ est | « PA00113239 » | Classé         | 1926           | Maison romane |
| Maison romane                                                                    | 15 rue Lamartine                               | 46° 25′ 59″ nord, 4° 39′ 32″ est | « PA00113240 » | Classé         | 1927           | Maison romane |
| Maison romane                                                                    | 25 rue de la République                        | 46° 26′ 10″ nord, 4° 39′ 25″ est | « PA00113243 » | Classé         | 1912           | Maison romane |
| Maisons romane et gothique                                                       | 4 petite rue Lamartine                         | 46° 26′ 00″ nord, 4° 39′ 30″ est | « PA00113242 » | Inscrit        | 1946           | Maisons romane et gothique |
| Prieuré Saint-Mayeul                                                             | Près de la porte Saint-Mayeul                  | 46° 26′ 17″ nord, 4° 39′ 19″ est | « PA00113244 » | Inscrit        | 1946           | Prieuré Saint-Mayeul |

## Anciens monuments historiques
| Monument          | Adresse                      | Coordonnées                      | Notice         | Protection     | Date      | Illustration      |
| ----------------- | ---------------------------- | -------------------------------- | -------------- | -------------- | --------- | ----------------- |
| Ferme Saint-Odile | Près de la porte Saint-Odile | 46° 25′ 55″ nord, 4° 39′ 23″ est | « PA00113224 » | Inscrit Annulé | 1929 2016 | Ferme Saint-Odile |